# Dasumia taeniifera
Dasumia taeniifera là một loài nhện trong họ Dysderidae.
Loài này thuộc chi Dasumia. Dasumia taeniifera được Tord Tamerlan Teodor Thorell miêu tả năm 1875.